# Bokermannohyla pseudopseudis
Bokermannohyla pseudopseudis es una especie de anfibios de la familia Hylidae.
Es endémica del estado de Goiás (Brasil).
Sus hábitats naturales incluyen sabanas secas, zonas de arbustos y ríos. Está amenazada por la destrucción de su hábitat natural.